# Первый трастовый банк
Первый трастовый банк (англ. First Trust Bank) — один из коммерческих банков Северной Ирландии. Входит в число четырёх северо-ирландских банков, имеющих право выпуска банкнот.
Банк основан в 1991 году, входит в состав банковской группы AIB. В настоящее время банк выпускает банкноты серий 1994, 1996, 1998, 2007, 2009, 2012 годов номиналом в 10, 20, 50 и 100 фунтов.